# Fortunato Ilario Carafa della Spina
Fortunato Ilario Carafa della Spina (Napoli, 16 febbraio 1631 – Portici, 16 gennaio 1697) è stato un cardinale e vescovo cattolico italiano.

## Biografia
Nacque nel 1630.
Papa Innocenzo XI lo elevò al rango di cardinale nel concistoro del 2 settembre 1686.
Morì il 16 gennaio 1697.

## Genealogia episcopale
La genealogia episcopale è:
- Cardinale Savio Mellini
- Cardinale Fortunato Ilario Carafa della Spina